# Yvonne McGregor
Pour les articles homonymes, voir McGregor.
Yvonne McGregor  est une coureuse cycliste britannique née le 9 avril 1961 à Wibsey. Elle est introduite en 2009 au British Cycling Hall of Fame.
Le 17 juin 1995 elle bat le record de l'heure de Catherine Marsal sur le vélodrome de Manchester avec une distance de 47,411 km.

## Palmarès

### Jeux olympiques de 2000
- Médaillée de bronze de la poursuite

### Jeux du Commonwealth
- 1994 :   Médaillée d'or de la course aux points
- 1998 :   Médaillée de bronze de la poursuite

### Championnats du monde de cyclisme sur piste
- 1997 :  Médaillée de bronze de la poursuite
- 2000 :  Médaillée d'or de la poursuite

### Championnats de Grande-Bretagne
- Championne de Grande-Bretagne de poursuite : de 1994 à 2000